# Mercury (automobile)
Pour les articles homonymes, voir Mercury.
Mercury était un constructeur automobile américain de positionnement intermédiaire, fondé en 1939 par Edsel Ford, fils unique d'Henry Ford, le fondateur de la Ford Motor Company. Ce constructeur était une filiale du groupe Ford, positionnée entre la marque de masse Ford et la marque de luxe Lincoln, acquise en 1922. Début juin 2010, en conséquence de la crise économique, Ford annonce son intention de faire disparaître cette marque au cours du dernier trimestre 2010. L'entreprise disparaît finalement le 4 janvier 2011.

## Histoire

Ancien logo.

Mercury était à sa création destinée à concurrencer Pontiac, Buick, Dodge ou DeSoto en proposant des modèles plus haut de gamme que les Ford. Le logo représentait l'emblème du dieu du commerce, des voyages et des messagers. Edsel Ford présidait Ford Motor depuis 1919 et voulait dynamiser les ventes du groupe. Le succès de son premier modèle est très vite au rendez-vous. En 1941, la production dépasse 98 000 voitures. Après un temps d'arrêt pendant la Seconde Guerre mondiale, les ventes reprennent, et en 1950 Mercury vend 340 000 véhicules.
En 1955, Mercury s'illustre avec la version coupé de sa Eight 1949, pilotée par James Dean dans La Fureur de vivre.
En 1967, sort la Cougar à moteur V8, qui concurrence la Chevrolet Camaro.
Le maximum est atteint en 1978 avec 600 000 ventes. Les immatriculations n'ont ensuite jamais cessé de baisser. Le positionnement de Mercury ne se justifie plus, la gamme devenant progressivement une simple déclinaison des Ford, commercialisée sous un autre nom. En 2009, Mercury n'a vendu que 92 299 véhicules et en 2010 sa part de marché aux États-Unis est tombée à 0,8 %,.
La dernière Mercury est sortie des chaînes de l'usine de St. Thomas, au Canada, le 4 janvier 2011. Il s'agit d'une Grand Marquis.
Au total ce sont près de 21 millions de Mercury qui auront été produites.

## Modèles

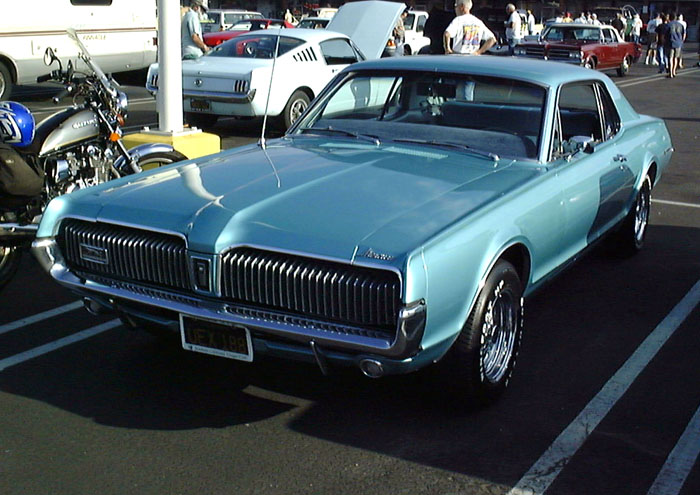
Mercury Cougar de 1re génération.

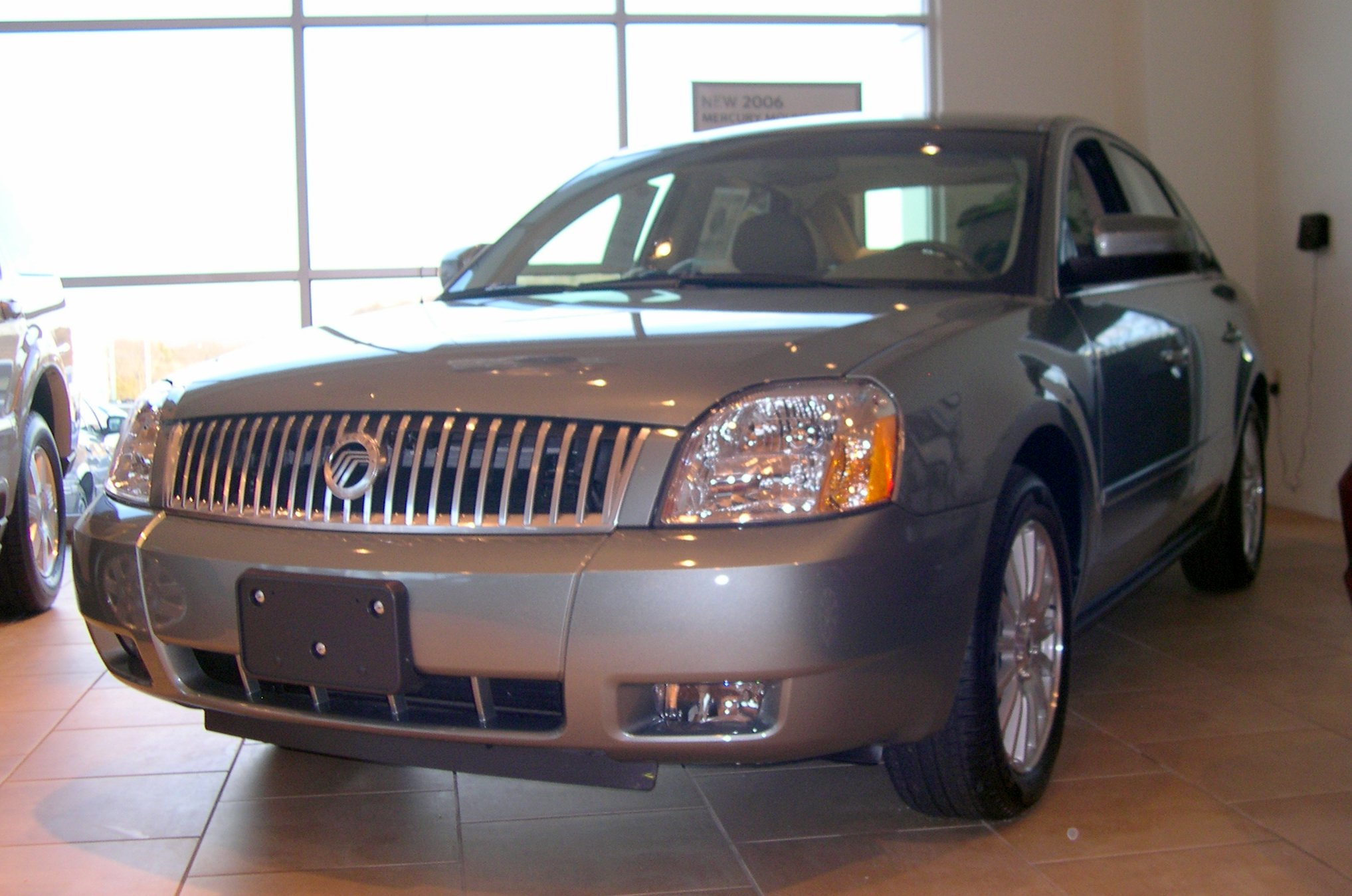
Une Mercury Montego (2006).

### La dernière gamme Mercury
- Grand Marquis (1983-2011)
- Mariner (2005-2010)
- Mariner Hybrid (2006-2010)
- Milan (2006-2010)
- Mountaineer (1997-2010)

### Modèles précédents
- Marauder (1963-1965, 1969-1970, 2003-2004)
- Cougar (1967-1997, 1999-2002)
- Villager (1993-2002)
- Montego (1968-1976, 2005-2007)
- Monterey (1950-1974, 2004-2007)
- Sable (1986-2005, 2007-2009)

### Anciens modèles
- Bobcat (1975-1980)
- Brougham (1967-1968)
- Capri (1979-1986, 1991-1994)
- Colony Park (1957-1991)
- Comet (1960-1977)
- Commuter (1957-1968)
- Cougar (1967-1997, 1999-2002)
- Custom (1956)
- Cyclone (1964-1972)
- Eight (1939-1951)
- LN7 (1982-1983)
- Lynx (1981-1987)
- M-Series (1946-1968, Canada)
- Marquis (1967-1986)
- Medalist
- Meteor (1962-1963)
- Monarch (1947-1963, 1975-1980)
- Montclair (1955-1960, 1964-1968)
- Montego (1968-1976, 2005-2007)
- Monterey (1950-1974)
- Mystique (1995-2000)
- Park Lane (1958-1960, 1964-1968)
- Park Lane Brougham (1967-1968)
- S-55
- Topaz (1984-1994)
- Tracer (1988-1999)
- Turnpike Cruiser (1957-1958)
- Villager (1993-2002)
- Voyager (1957)
- Zephyr (1978-1983)

### Voitures Concept
- Bahamian (1953)
- XM-800 (1954)
- XM Turnpike Cruiser (1956)
- Palomar (1962)
- Super Marauder (1964)
- Comet Fastback (1964)
- Comet Cyclone Sportster (1965)
- Wrist Twist Park Lane (1965)
- Comet Escapade (1966)
- Astron (1966)
- LeGrand Marquis (1968)
- Cyclone Super Spoiler (1969)
- Cougar El Gato (1970)
- Montego Sportshauler (1971)
- XM (1979)
- Capri Guardsman (1980)
- Anster (1980)
- LN7 PPG (1981)
- Concept 50 (1988)
- One (1989)
- Mystique( 1991)
- Fusion (1996)
- MC 2 (1997)
- MC 4 (1997)
- L'Attitude (1998)
- (MY) (1999)
- Gametime Villager (1999)
- Cougar S (1999)
- Cougar Eliminator (1999)
- Marauder Convertible (2000)
- Messenger
- Meta One (2005)